# 希維博津縣

52°15′N 15°32′E / 52.250°N 15.533°E
希維博津縣（波蘭語：Powiat świebodziński），是波蘭的縣份，位於該國西部，由盧布斯卡省負責管轄，首府設於希維博津，面積937平方公里，2006年人口55,989，人口密度每平方公里60人。